# يوشيكاوا (سايتاما)
مدينة يوشيكاوا (بالإنجليزية: Yoshikawa)‏ هي أحد المدن التابعة لمحافظة سايتاما. تأسست رسميًا في 01/04/1996. ويقدر عدد سكانها بـ 63050 نسمة حسب تقدير مكتب الإحصاء الياباني لعام 2012. تبلغ مساحة يوشيكاوا 31.62 كم2. بكثافة سكانية تبلغ 1994 نسمة/كم2.

## أعلام
- يوجي ناكازاوا